# Dan Turner, Hollywood Detective
Pour plus de détails, voir Fiche technique et Distribution.
Dan Turner, Hollywood Detective est un film américain coproduit et réalisé par Christopher Lewis, sorti en 1990.

## Fiche technique
Sauf indication contraire, les informations mentionnées dans cette section peuvent être confirmées par la base de données cinématographiques IMDb,  présente dans la section « Liens externes ».
- Titre original : Dan Turner, Hollywood Detective
- Réalisation : Christopher Lewis
- Scénario : John Wooley, d'après le personnage créé par Robert Leslie Bellem
- Musique : Rod Slane
- Direction artistique : Jim French
- Photographie : Steve McWilliams
- Montage : Miller Drake
- Production : Christopher Lewis et Linda Lewis
- Production déléguée : Charles W. Fries
- Société de production : Fries Entertainment
- Société de distribution : Fries Home Video
- Pays de production :  États-Unis
- Langue originale : anglais
- Genre : drame policier
- Durée : 92 minutes
- Date de sortie :
  - États-Unis : 14 août 1990

## Distribution
- Marc Singer : Dan Turner
- Tracy Scoggins : Vala Duvalle
- Nicholas Worth : Dave Donaldson
- Arte Johnson : Pedro Criqui
- Paul Bartel : Larry Badger
- Clu Gulager : Sergent Desk
- Danny Kamin : Bernie Ballantyne
- Brandon Smith : Roy Cromwell
- Susan Brooks : Cindy Lou
- Bethany Wright : Maizie Murdock
- Barry Friedman : Roger Wilson
- James Frank Clark : le sergent de police
- Eldon G. Hallum : le policier

## Production
Le tournage a lieu à Tulsa, en Oklahoma.